# Renovatti
Renovatti é o segundo álbum de estúdio da banda de rock cristão Alttar, lançado de forma independente em 2015.
O projeto gráfico do álbum foi elaborado por Gustavo Sazes, designer gráfico responsável pela capa de artistas como Angra, Almah, Kiko Loureiro, James LaBrie, Kamelot, Arch Enemy, Oficina G3, entre outros.

## Faixas
Todas as músicas por Jota Alves, exceto onde anotado
1. Sabactani - 01:46
2. O Álamo - 04:59
3. Quem Sou - 04:10
4. Venceu a Morte - 04:14
5. Sobrenatural - 05:04
6. Renovatti - 05:09
7. Pelo Caminho - 04:36
8. Voltando à Vida - 04:44
9. Primeiro Amor (Igor Redson/Josué Souza) - 05:39
10. Eterna Vida (Josué Souza) - 05:29
11. Mares e Desertos (Igor Redson) - 05:41